# Refo Çapari
Refo Çapari (ur. 1884 w Luarati, zm. 1944 w Korczy) – albański polityk, odpowiedzialny za wprowadzenie bahaizmu do Albanii.

## Życiorys
Ukończył studia w Konstantynopolu, a po podpisaniu Albańskiej Deklaracji Niepodległości został pierwszym prefektem obwodu Wlora. Po wybuchu I wojny światowej wyemigrował do Stanów Zjednoczonych, gdzie w 1928 roku przeszedł na bahaizm.
28 kwietnia 1931 roku wrócił do Albanii, gdzie zamieszkał w Korczy . Korespondował ze strażnikiem wiary Shoghim Effendim, któremu Çapari wspomniał o braku literatury bahaickiej w Albanii oraz o podjęciu pracy w Ministerstwie Edukacji . Zaczął tłumaczyć literaturę bahaicką na język albański. W maju 1933 spotkał się z amerykańską bahaitką Marthą Root, która wówczas po raz drugi odwiedziła Albanię .
W maju 1938 roku zaczął redagować albańskojęzyczne bahaickie czasopismo Pënda siprore.

## Życie prywatne
Żonaty z Fiqrije, która w poprzednim związku miała dwie córki: Myrvet i Muveddat .